# Bidon
Bidon är en kommun i departementet Ardèche i regionen Auvergne-Rhône-Alpes i sydöstra Frankrike. Kommunen ligger  i kantonen Bourg-Saint-Andéol som ligger i arrondissementet Privas. År 2022 hade Bidon 256 invånare.

## Befolkningsutveckling
Antalet invånare i kommunen Bidon
Referens: INSEE